# Jennifer Gadirova
Jennifer Gadirova (Dublin, 3 de outubro de 2004) é uma ginasta artística britânica, medalhista olímpica.

## Carreira
Gadirova participou dos Jogos Olímpicos de Verão de 2020 em Tóquio, onde participou da prova por equipes feminina, conquistando a medalha de bronze após finalizar a série com 164.096 pontos ao lado de Jessica Gadirova, Alice Kinsella e Amelie Morgan.